# Polychrus marmoratus
Espèce
Synonymes
- Lacerta marmorata Linnaeus, 1758
- Polychrus strigiventris Wagler, 1821
- Polychrus virescens Schinz, 1822
- Polychrus neovidanus Wagler, 1833

Le polychre caméléon (Polychrus marmoratus) est une espèce de sauriens arboricole de la famille des Polychrotidae.

## Description
Le Polychre caméléon est un lézard de taille moyenne avec une longue queue semi-préhensile. La dos est vert-jaune avec des marbrures jaunes, grises et vert foncé. Proche de Polychrus liogaster, il se distingue par ses stries post-occulaires qui s'arrêtent au niveau du tympan.

## Écologie
Cette espèce vit dans les vieux peuplements forestiers et les forêts humides modérément perturbées. On la retrouve également dans les marais, les jardins ou les cultures de fruitiers.
Le polychre caméléon est omnivore. Il se nourrit principalement de fleurs, de graines et d'arthropodes.

## Éthologie
En cas de stress, le Polychre caméléon peut changer de couleur, devenant marron ou gris foncé. Cette particularité lui vaut son nom de "caméléon". Son nom pourrait également provenir de ses mouvements très lents et de sa manière de se tenir sur les branches de la canopée.
Pour se défendre contre les prédateurs, le polychre caméléon ouvre la gueule, exposant son palais noir.
La reproduction à lieu dans les arbres. La femelle pond 4 à 13 œufs (de 10 à 13 mm de diamètre) dans les fissures des arbres ou dans la litière.

## Répartition
Cette espèce se rencontre :
- au Brésil dans les États de São Paulo, de Maranhão, du Pernambouc, de Ceará, d'Amazonas, du Pará, d'Amapá, du Roraima et d'Espírito Santo ;
- dans le sud du Venezuela ainsi que sur l'île Margarita ;
- à Trinité-et-Tobago ;
- en Guyane ;Présence actuelle connue de polychrus marmoratus
- au Guyana ;
- au Suriname ;
- en Colombie ;
- en Équateur ;
- au Pérou.

Sa présence en Bolivie est incertaine

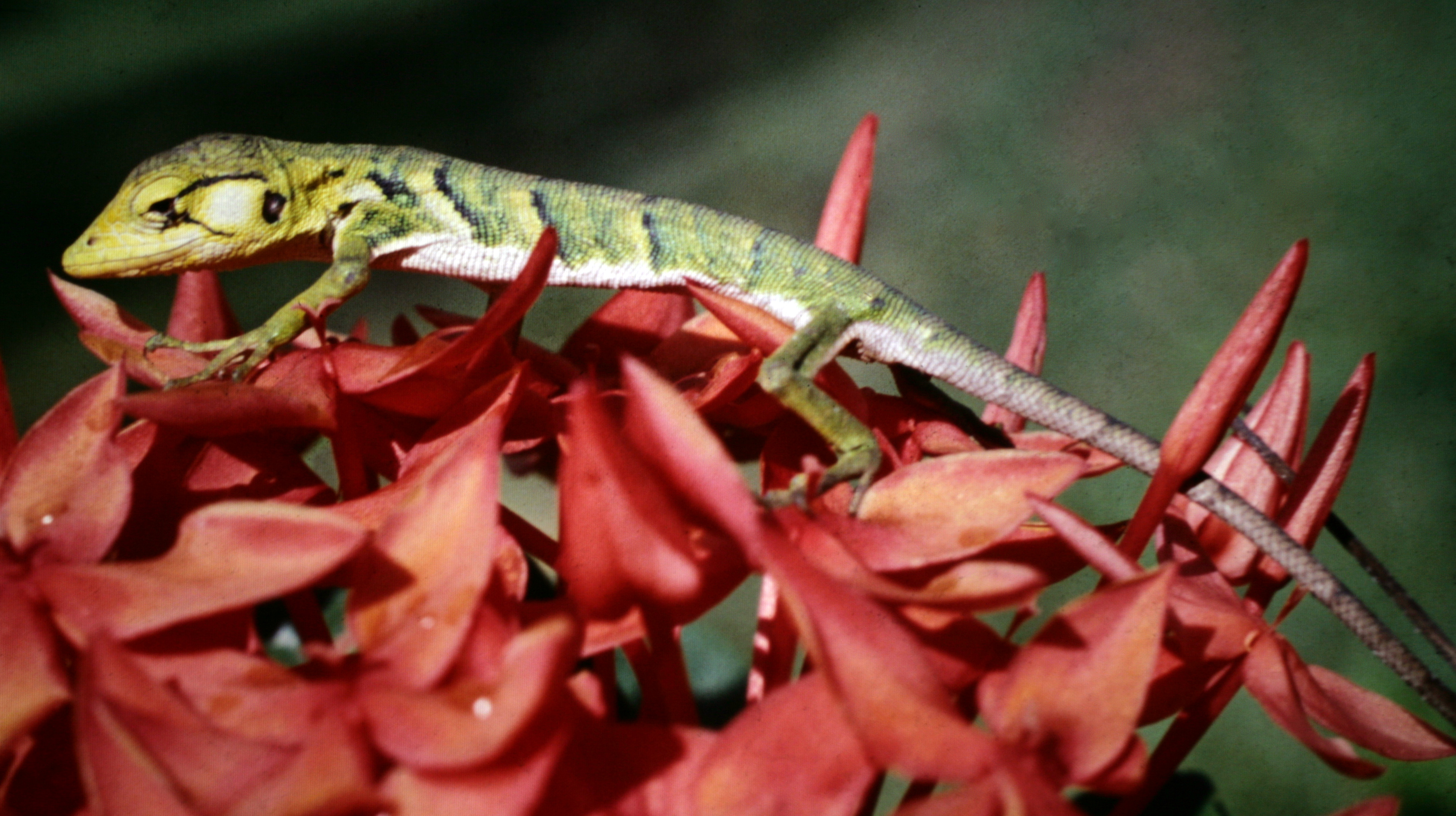

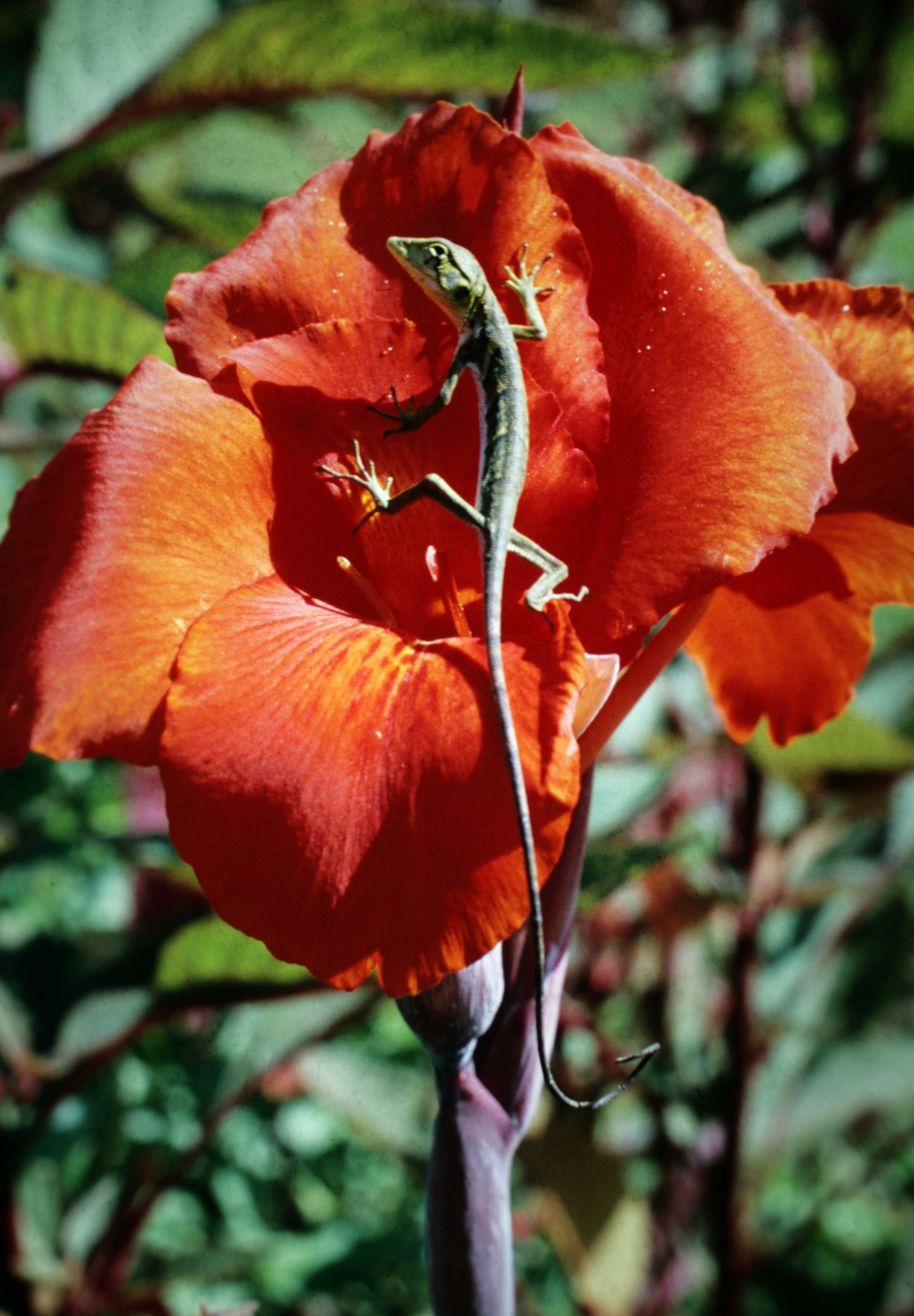

## Publication originale
- Linnaeus, 1758 : Systema naturae per regna tria naturae, secundum classes, ordines, genera, species, cum characteribus, differentiis, synonymis, locis, ed. 10 (texte intégral).